# بیلی جو آرمسترانگ
بیلی جو آرمسترانگ (به انگلیسی: Billie Joe Armstrong) خواننده، گیتاریست و مؤسس گروه موسیقی آمریکایی گرین دی است.

## اوایل زندگی
بیلی جو، کوچک‌ترین عضو خانواده هشت نفری آرمسترانگ می‌باشد. پدرش اندی، راننده ماشین‌های سنگین و مادرش پیشخدمت یک رستوران بود. در پنج سالگی با تشویق و حمایت معلم موسیقی اش، آهنگی به نام در جستجوی عشق ساخت. بعد از این اتفاق، به سمت موسیقی کشیده شد.
او در ده سالگی پدرش را از دست داد. رابطه او با پدرش فراتر از روابط پدر با سایر فرزندان بود، برای همین هضم این اتفاق برای او بسیار دشوار بود. پس از مرگ پدر بیلی جو آرمسترانگ، مادرش مجبور شد که با کار مداوم در رستوران ۲۴ ساعته رادهیکوری پیت مخارج ۶ تا از فرزندانش را تأمین کند. به گفته خودش مادرش آن قدر کار می‌کرد که می‌ترسیدیم از شدت خستگی بمیرد.
پس از ازدواج مجدد مادرش و درگیری و ناسازگاری او با ناپدری اش، علاقه بیلی جو به موسیقی بیشتر شد. در همین هنگام بود که آرمسترانگ، مایک درنت (Mike Dirnt) را ملاقات کرد.

## تأسیس گرین دی
در ۱۵ سالگی، بیلی جو آرمسترانگ به همراه مایک درنت(Mike Dirnt)، دوست دوران کودکی اش، گروهی با نام Sweet Children را در رودئو کالیفرنیا تشکیل دادند. کمی بعد، آن‌ها نام گروه را به Green Day تغییر دادند. تره کول(Tre Cool)، دیگر عضو اصلی گروه در سال ۱۹۹۰ به آن‌ها پیوست.

## زندگی خصوصی و حواشی

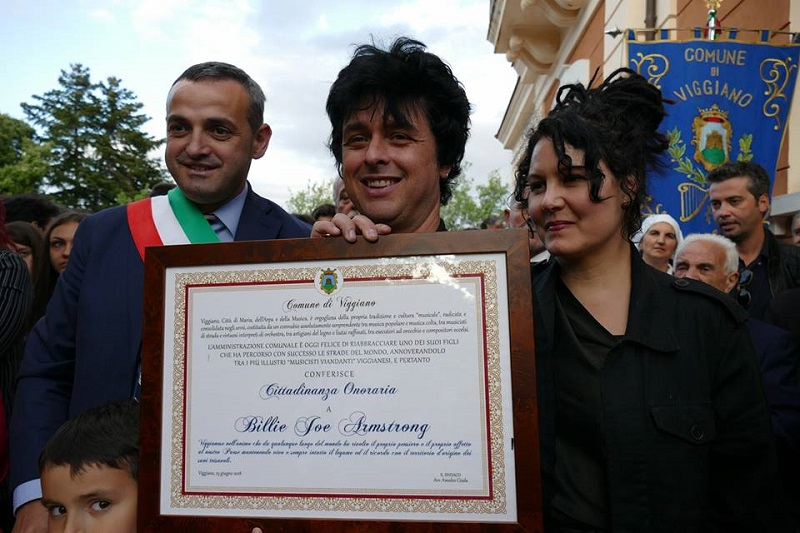
بیلی جو آرمسترانگ در حال دریافت شهروندی افتخاری در ویجیانو، جایی که اجدادش از آنجا مهاجرت کرده بودند

بیلی جو در سال ۱۹۹۴ با یکی از طرفدارانش ازدواج کرد و اکنون صاحب دو فرزند می‌باشد.
بیلی جو در حدود سال ۲۰۱۲ در کنسرتی با جمعیت چندین هزار نفره پس از خواندن آهنگ basket case شروع به حواشی و استفاده از کلمات فوق‌العاده رکیک به هنرمندانی چون جاستین بیبر کرد و سپس گیتار خود را شکاند که ویدیو آن توسط افرادی که در کنسرت بودند گرفته شد و در یوتیوب میلیون‌ها بازدید داشت که هم‌اکنون در یوتیوب می‌توان آن را مشاهده کرد.
بیلی جو آرمسترانگ در سال ۱۹۹۶ به جرم عورت نمایی در کنسرت توسط پلیس دستگیر شد.